# Bernardo Arias
Bernardo Arias (Bahía Blanca, 1924) és un director de cinema argentí.
En 1943 va ingressar a l'Escola Nacional de Belles Arts Manuel Belgrano. Va abandonar els seus estudis per una beca per a estudiar escenografia i luminotècnica amb Oscar Ponferrada. Aquests estudis li van permetre ingressar en 1949 a treballar als Estudis Lumiton que fou la primera productora de cinema argentí creada el 1931. Als Estudis Lumiton va exercir diversos rols tècnics, principalment el d'assistent de direcció, treballant fins al tancament de l'Estudi en 1952. Després va seguir la seva carrera a Argentina Sono Film, Estudios San Miguel i Estudios del Libertador. Va treballar amb grans directors del cinema argentí com Manuel Romero, Julio Porter, Carlos Christensen, Lucas Demare, Fernando Birri, Kurt Land, Manuel Antin i José Martínez Suárez, entre d'altres.
En 1972 va filmar el seu primer llargmetratge Allpa Kallpa al Perú obtenint un premi internacional al 9è Festival Internacional de Cinema de Moscou. El 1975 va filmar també al Perú el seu segon llargmetratge, El inquisidor de Lima, coproducció Argentino-Peruana. El seu tercer llargmetratge va ser Mujer-Mujer de 1987 amb Arturo Bonin com a protagonista. Fou encarregat de la Direcció Tècnica del Teatro General San Martín durant diverses gestions i va realitzar diversos documentals institucionals a l'Argentina, Xile i el Perú. La seva última pel·lícula Por amor al arte sobre la vida de l'escultor Antonio Pujia fou codirigida amb Marcelo Goyeneche el 2017.